# تپه گرجیان
تپه گرجیان مربوط به هزاره ۴ قبل از میلاد تا هزاره اول قبل از میلاد است و در شهرستان ساوجبلاغ، دهستان سعیدآباد، ۱۲ کیلومتری جنوب روستای ایقربلاغ واقع شده و این اثر در تاریخ ۲۷ آبان ۱۳۸۶ با شمارهٔ ثبت ۲۰۲۶۴ به‌عنوان یکی از آثار ملی ایران به ثبت رسیده است.